# Station La Tricherie
Station La Tricherie is een spoorwegstation in de Franse gemeente Beaumont.